# Bitteres Schaumkraut
Das Bittere Schaumkraut (Cardamine amara), auch Falsche Brunnenkresse oder Bitterkresse genannt, ist eine Pflanzenart aus der Gattung der Schaumkräuter (Cardamine) innerhalb der Familie der Kreuzblütengewächse (Brassicaceae).

## Beschreibung

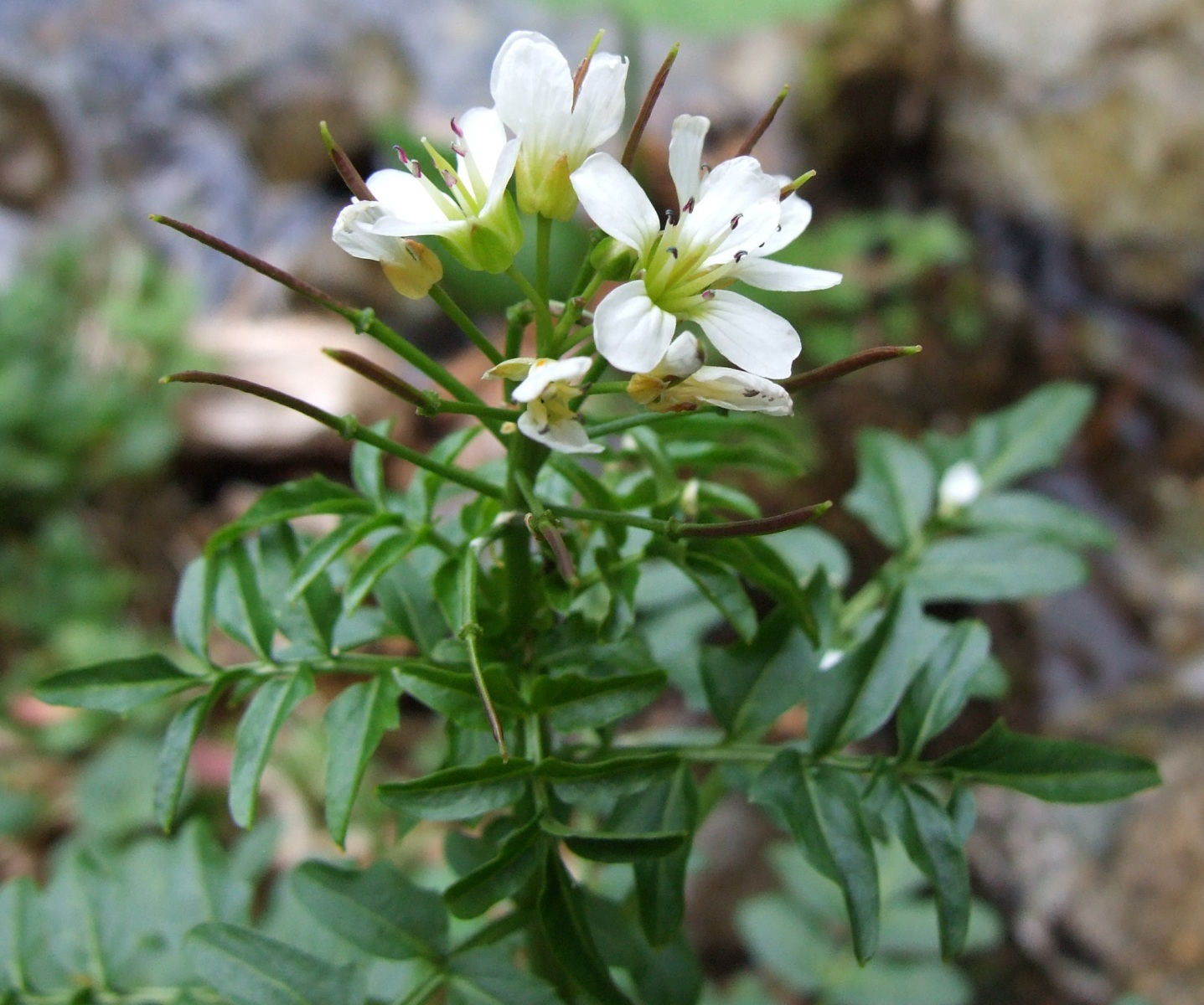
Blüten-/Fruchtstand mit Blüte und jungen Schoten

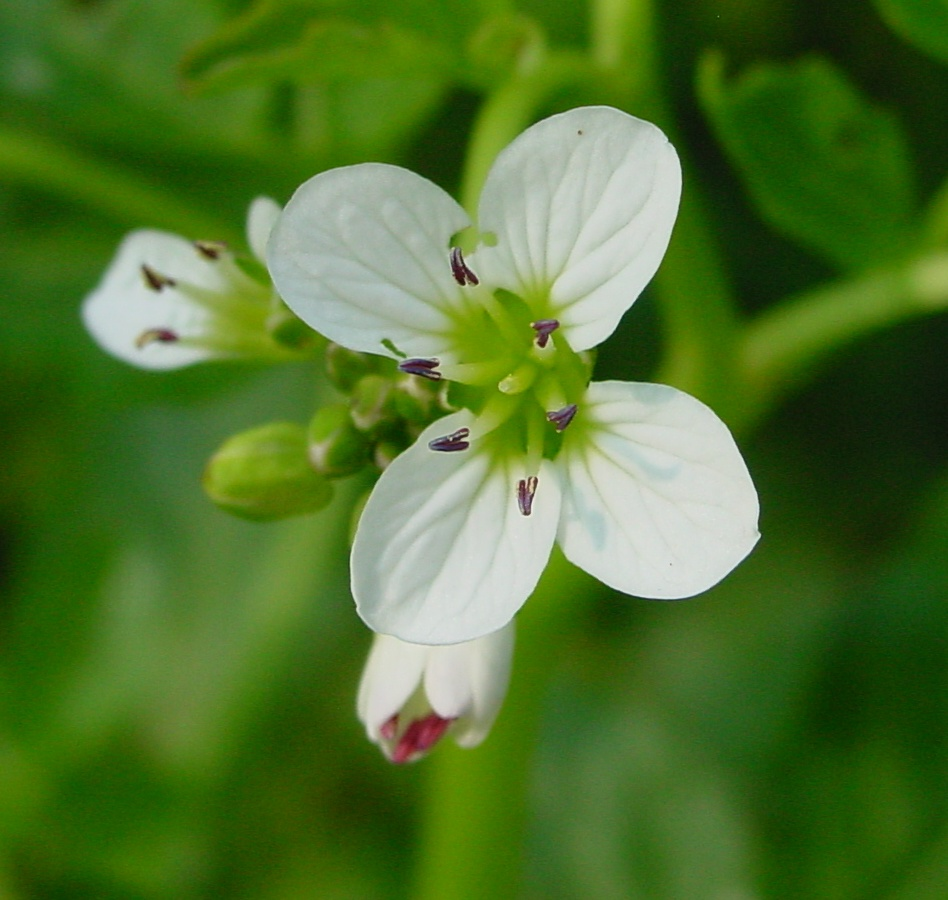
Vierzählige Blüte mit den 6 Staubblättern

### Erscheinungsbild und Blatt
Das Bittere Schaumkraut wächst als ausdauernde krautige Pflanze. Die niederliegenden Stängel treiben wurzelnde Ausläufer mit grundständigen Blättern, die keine Rosetten bilden. Im Frühjahr des zweiten oder Folgejahres bilden sich aufsteigende, gefurchte, stark beblätterte Stängel, die eine Wuchshöhe von 10 bis zu 60 Zentimetern erreichen. Der meist unverzweigte, kahle oder behaarte, kantige Stängel ist markgefüllt.
Die wechselständig angeordneten Laubblätter sind gestielt. Die Blattspreite ist unpaarig fiederteilig und besteht meist aus zwei bis vier, manchmal auch bis zu acht Fiederpaaren und einem einzelnen Fiederblatt am Ende, das etwas größer als die anderen ist.

### Blüten-, Fruchtstand, Blüte, Frucht und Samen
Zwei bis dreißig Blüten stehen in einem endständigen, anfangs kurzen, schirmtraubig eingeebneten Blütenstand zusammen, der sich später bis zur Fruchtreife zu einem lockeren, traubigen Blütenstand streckt. Die zwittrigen Blüten sind vierzählig mit doppelter Blütenhülle. Die vier anliegenden Kelchblätter sind eiförmig und grün. Die vier weißlichen bis seltener rosafarbenen Kronblätter sind 7 bis 12 Millimeter lang, und damit etwa dreimal so lang wie die Kelchblätter. Die Blüten enthalten sechs Staubblätter mit violetten Staubbeuteln (Unterscheidungsmerkmal zur ähnlichen Brunnenkresse).
Die Blütezeit dauert von April bis Juli.
An aufrecht vom Stängel abstehenden Fruchtstielen stehen stabförmig gerade Schoten, die eine Länge von 2 bis 4 Zentimeter und einen Durchmesser von 1 bis 2 Millimeter aufweisen. Die Samen liegen in jedem Fach einreihig. Die Fruchtklappen öffnen sich kurz vor der Reife oder auch bei Berührung explosionsartig aufrollend und dabei werden die Samen herausgeschleudert.

### Chromosomenzahl
Die Chromosomenzahl der Art ist 2n = 16, nur bei subsp. austriaca = 32.

## Vorkommen
Das Bittere Schaumkraut ist im europäischen und westasiatischen Raum beheimatet und kommt in Mitteleuropa ziemlich häufig vor. Es wächst bevorzugt in der planar-collinen (Flach- und Hügelland) manchmal bis subalpinen Höhenstufe.
In den Allgäuer Alpen steigt es westlich des Rappensees in Bayern bis zu 2050 m Meereshöhe auf. Im Gesamtgebiet der Alpen steigt es bis über 2400 Meter Meereshöhe auf.
Das Bittere Schaumkraut bevorzugt von kühlem Wasser durchsickerte nährstoffreiche, lehmig-tonige Böden. Man findet es daher vor allem in Quellfluren, Waldsümpfen, Gräben und Erlenbruchwäldern. Seltener kommt es in Feucht- und Nasswiesen vor, da es als Halblichtpflanze vorwiegend Standorte besiedelt, die zumindest teilweise beschattet sind. An seinen Standorten kommt es oft in größeren Beständen vor, die durch Ausläufer gebildet werden. Vermehrung durch Samen spielt eine weniger wichtige Rolle. Es ist eine Charakterart der Klasse Montio-Cardaminetea, kommt aber in tieferen Lagen auch in Gesellschaften der Verbände Alnion oder Alno-Ulmion vor.
Die ökologischen Zeigerwerte nach Landolt et al. 2010 sind in der Schweiz: Feuchtezahl F = 5fw (überschwemmt aber mäßig wechselnd), Lichtzahl L = 4 (hell), Reaktionszahl R = 3 (schwach sauer bis neutral), Temperaturzahl T = 3 (montan), Nährstoffzahl N = 3 (mäßig nährstoffarm bis mäßig nährstoffreich), Kontinentalitätszahl K = 3 (subozeanisch bis subkontinental).

## Inhaltsstoffe
Die Pflanze hat einen hohen Gehalt an Vitamin C, weshalb sie in früheren Zeiten als Heilmittel gegen Skorbut eingesetzt wurde. Darüber hinaus enthält sie das Senfölglycosid Glucocochlearin, aus dem unter Wassereinwirkung Butylsenföl abgespaltet wird. Dies gibt der Pflanze einen scharfen Geschmack. Ein noch nicht näher untersuchter Bitterstoff sorgt für den weiterhin namensgebenden bitteren Geschmack.

## Systematik

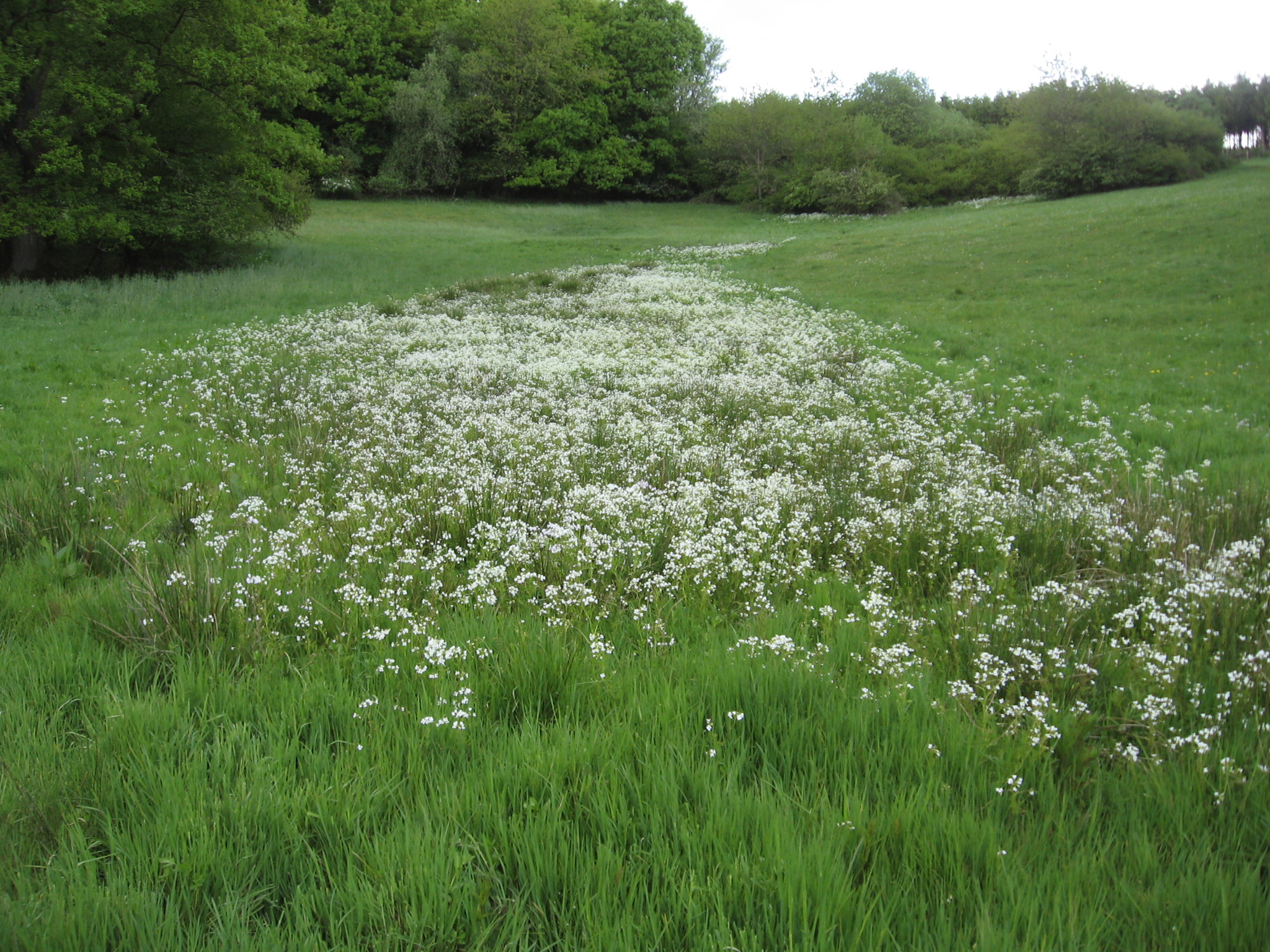
Quellflur mit großem Bestand im Landschaftsschutzgebiet Grünlandverbund Aa im Hochsauerland

Die Erstveröffentlichung von Cardamine amara erfolgte 1753 durch Carl von Linné in Species Plantarum. Synonyme für Cardamine amara L. sind Cardamine umbrosa Lej. und Cardamine wiedemanniana Boiss.
Der Gattungsname Cardamine leitet sich vom griechischen Wort κάςδαμων kárdamon für „Kresse“ ab. Das Artepitheton amara verdankt diese Art dem Geschmack seiner Blätter und leitet sich vom lateinischen Wort amárus, -a, um für „bitter“ ab.
Das Bittere Schaumkraut gliedert sich in folgende Unterarten:
- Cardamine amara subsp. amara: in Europa weit verbreitet mit Ausnahme der Iberischen  Halbinsel und Teilen der Balkanhalbinsel.
- Cardamine amara subsp. austriaca Marhold: in den Alpenländern (Österreich, Tschechien, Deutschland (Südostbayern), Schweiz, Italien, Slowenien).[15]
- Cardamine amara subsp. balcanica Marhold, Ančev & Kit Tan (Syn. Cardamine barbaraeoides auct.): in Südwest-Bulgarien, Nordost-Griechenland,[16] in Mazedonien und im südlichen Serbien.[17]
- Cardamine amara subsp. opicii (J. Presl & C. Presl) Čelak.: in den Karpathen (Tschechien, Polen, Rumänien, Slowakei, Ukraine).[18]
- Cardamine amara subsp. pyrenaea Sennen: in den französischen und spanischen Pyrenäen.[19]

Die Unterart austriaca ist als einzige tetraploid mit einer Chromosomenzahl von 2n = 32. Die anderen Unterarten amara, balcanica, opicii und pyrenaea sind diploid mit einer Chromosomenzahl von 2n = 16.
Die früher zu Cardamine amara gestellten Cardamine barbaraeoides Halácsy (Syn.: Cardamine amara subsp. barbaraeoides (Halácsy) Maire & Petitm.) aus Serpentingebieten  im Pindos und benachbarten Gebirgen und Cardamine amporitana (Cadevall) Sennen & Pau (Syn.: Cardamine amara subsp. olotensis O. Bolòs) aus Katalonien  werden von Marhold als eigene Arten betrachtet.

## Trivialnamen
Für das Bittere Schaumkraut bestehen bzw. bestanden, zum Teil auch nur regional, auch die weiteren deutschsprachigen Trivialnamen: Bitterkressich (Oberengadin), Grascheu (Oberengadin), Kröss (Tirol im Ötztal), pommerische Brunnenkresse (Pommern), Steinkresse (Memmingen), Steinkressich und Wolfskraut (Kärnten bei Reichenau).